# Marvin Alexander
Marvin Louis Alexander (Memphis, Tennessee; 18 de diciembre de 1966) es un exjugador de baloncesto estadounidense. Con 2,03 de estatura, su puesto natural en la cancha era el de alero.

## Trayectoria profesional
- Charleston Gunners (1988-1989)
- Club Bàsquet Girona (1989-1990)
- Lotus Santa Coloma (1990-1991)
- Rapid City Thrillers (1991-1992)
- Birmingham Bandits (1991-1992)
- Berck Basket Club (1991-1992)
- Club Bàsquet Girona (1992-1994)
- Rockford Lightning (1993-1994)
- Memphis Fire (1994)
- Harrisburg Hammerheads (1994-1995)
- BC Oostende (1995)
- Memphis Fire (1995)
- CB Sevilla (1995-1996)
- Yakima Sun Kings (1996-1997)
- Viatges Aliguer Pineda (1997-1998)
- Tenerife Club de Baloncesto (1998-1999)
- CB Granada (1999-2000)
- CB Murcia (2000)
- Bàsquet Manresa (2000-2001)
- Condis Gramenet (2001-2002)
- Club Baloncesto Ciudad de Algeciras (2002-2003)
- UE Barberà (2006-08)
- ADE Fuster Santa Coloma (2008-09)
- Club de Básquet Sant Boi (2014)